# Estimated Time of Sailing
Estimated Time of Sailing (ETS) ist ein Standardbegriff in der Seeschifffahrt und gibt die voraussichtliche Abfahrtszeit eines Schiffes von einem bestimmten Ort, z. B. einem Hafen oder Ankerplatz an.
siehe auch: estimated time of arrival